# ناللی‌حان
نالی‌هان (به ترکی استانبولی: Nallıhan) شهری است در کشور ترکیه که در استان آنکارا واقع شده‌است. جمعیت این شهر بر اساس سرشماری سال ۲۰۰۸ میلادی ۱۲٬۶۳۰ نفر و بر اساس برآوردهای سال ۲۰۰۹ میلادی ۱۲٬۳۶۵ نفر می‌باشد.